# Елькин, Александр Иосифович
Александр Иосифович Елькин (род. 9 ноября 1929 года) — советский и российский учёный-физик, общественно-политический деятель, художник, доктор физико-математических наук, профессор, действительный член Российской и Международной инженерных академий. Лауреат Ленинской премии (1988). Лауреат Государственной премии РФ имени Маршала Советского Союза Г. К. Жукова (2012). Трижды лауреат премий Правительства РФ. Заслуженный создатель космической техники РФ.

## Биография
Родился 9 ноября 1929 года в городе Ельце Липецкой области. Участник Великой Отечественной войны. В 1945 году поступил учиться в Московское Центральное художественно-промышленное училище. В 1949 году поступил на актёрский факультет Всероссийского Государственного института кинематографии имени С. А. Герасимова. Но не окончив первого курса, поступил в 1950 году на физико-математический факультет Московского государственного педагогического института им. В. И. Ленина.
В 1960 году поступил в аспирантуру на кафедру физики твердого тела МГПИ им. В. И. Ленина. В 1970 году в Институте физической химии АН СССР защитил докторскую диссертацию.
С 1971 по 1990 год был заведующим кафедрой физики Московского государственного строительного института.
Постановлением Президиума АН СССР № 926 от 21 ноября 1989 года был организован Институт прикладной механики АН СССР (ИПРИМ АН СССР) и этим же постановлением А. И. Елькин был назначен заместителем директора по научной работе.
В 1994 году А. И. Елькин перешёл работать в АО НИИ стали.
С 2002 года он возглавлял ЗАО «Лаборатория профессора Елькина».

## Общественная деятельность
Был членом Всесоюзного общества «Знание». Член научных советов Институтов АН СССР и РАН, член Объединенного Совета на соискание ученых степеней кандидатов и докторов наук в физико-химическом институте имени Л. Я. Карпова.

## Научная деятельность
А. И. Елькин является автором ряда научных работ и патентов, зарегистрированных в базе Евразийского Союза.
С 1965 года научные и технические достижения А. И. Елькина докладывались им на Международных конгрессах, конференциях и симпозиумах в США, Японии, Англии, Франции, Бельгии, Южной Кореи и других странах.
В 1985 году на Международной конференции «Трибо-85» в Ташкенте А. И. Елькин впервые сформулировал новое научное направление «Планетарная Геотрибоника». Развивая это направление в геологии им была вскрыта закономерность рождения сильных землетрясений мира, с магнитудой равной или более 6, что позволило создать датчики оперативного прогноза места и времени сильных землетрясений.
В 1987 году А. И. Елькин был направлен Президиумом АН СССР для помощи Кубе в уборке сахарного тростника. После ознакомления с работой техники во время сафры, им в короткий срок совместно с ВИАМом под руководством конструктора Н. М. Склярова были созданы новые режущие инструменты уборочных комбайнов.
В 2012 году в Индонезии во время демонстрационного полёта произошло крушение самолёта «Сухого» SSJ 100, который врезался в гору Салак. А. И. Елькин выступил противником технической версии катастрофы, дав обоснование причинам трагедии природным явлением.

## Творческая деятельность
Картины Елькина выставлялись в залах Российской академии художеств.